# Kozłowo (powiat nowotomyski)
Kozłowo – wieś w Polsce położona w województwie wielkopolskim, w powiecie nowotomyskim, w gminie Opalenica.
W 1881 roku urodził się tu Ireneusz Wierzejewski, ortopeda, profesor, polityk i generał.
W okresie Wielkiego Księstwa Poznańskiego (1815-1848) Kozłowo należało do wsi większych w ówczesnym powiecie bukowskim, który dzielił się na cztery okręgi (bukowski, grodziski, lutomyślski oraz lwowkowski). Kozłowo należało do okręgu bukowskiego i stanowiło część majątku Wojnowice, którego właścicielem był wówczas Edmund Raczyński. Według spisu urzędowego z 1837 roku wieś liczyła 166 mieszkańców i 25 dymów (domostw).
Wieś szlachecka położona była w 1580 roku w powiecie poznańskim województwa poznańskiego. W latach 1975–1998 miejscowość należała administracyjnie do województwa poznańskiego.